# Selpin
Selpin es un municipio situado en el distrito de Rostock, en el estado federado de Mecklemburgo-Pomerania Occidental (Alemania), a una altitud de 44 metros. Su población a finales de 2016 era de 500 habs. y su densidad poblacional, 14 hab/km².